# 郁邦基
郁邦基，清朝人，是一名清朝政治人物。
郁邦基曾于乾隆四十七年接替金拱阊任龙岩州知州一职，乾隆四十八年由郭廷采接任。